# Chan Romero
Robert Lee Romero, mer känd under sitt artistnamn Chan Romero, född 7 juli 1941 i Billings, Montana, död 21 april 2024, var en amerikansk rock and roll-sångare och låtskrivare mest känd för sången "Hippy Hippy Shake" från 1959. Den 15 maj 2007 blev han invald i Rockabilly Hall of Fame.